# Guilhem de Durfort
Guilhem de Durfort est un troubadour de langue d'oc ayant vécu au XIIIe siècle. 

## Biographie
Seule sa composition Car sai petit mi net en razon larga, écrite aux alentours de 1204 reste connue. 